# Unicode照合アルゴリズム
Unicode照合アルゴリズム（ユニコードしょうごうアルゴリズム、英: Unicode collation algorithm、略称: UCA）とは、2つのUnicode文字列を比較するアルゴリズムを定義したものである。これによって言語的に正しい大文字小文字変換、ソートが行える。

## 概要
Unicode照合アルゴリズムは、Unicodeテクニカル・レポート#10に規定されたアルゴリズムで、2つの文字列を比較する方式であり、カスタマイズ可能である。Unicodeで表現可能な文字および言語ならどんな種類のテキストでも、照合ないしソートの際にこのアルゴリズムが利用できる。
Unicodeテクニカルレポート#10は、デフォルトUnicode照合基本テーブル（Default Unicode Collation Element Table、略称DUCET）についても規定している。DUCETは言語ごとにカスタマイズ可能である。カスタマイズされたテーブルの一部は、共通ロケールデータリポジトリ（Common Locale Data Repository、CLDR）に収録されている。
オープンソースによる大規模なUnicode照合アルゴリズムの実装が、International Components for Unicode（ICU）計画によって行われている。ICUは地域化もサポートしており、CLDRをもとにしたUnicode照合の地域化がICUに含まれている。オンラインで参照できるICUロケールエクスプローラーを見れば、地域化の概要と相当数の各言語データがわかる。